# تيسا تيستيكل
تيسا تيستيكيل هو الاسم المسرحي لـ لورينزو سيسيرو، وهو مؤدي دراغ سويسري شارك في برنامج دراغ ريس ألمانيا و روبولز دراغ ريس غلوبال أول ستارز.

## حياة مهنية
تيسا تيستيكيل شاركت في الموسم الأول من برنامج دراغ ريس ألمانيا في سن الـ 25. وقد كانت في المراتب الأخيرة في ثلاث تحديات، واحتلت المركز الثامن بشكل عام.

## الحياة الشخصية
سيسيرو من مدينة بازل وقد درس تصميم الأزياء. يقوم بإنشاء محتوى على منصة OnlyFans. هو متعدد اللغات، حيث يتحدث الإنجليزية، والإيطالية، والفرنسية، والألمانية، والألمانية السويسرية.

## فيلموغرافيا
- Drag Race Germany (2023)
- RuPaul's Drag Race Global All Stars (2024)